# Іллінська церква (Короп)
Іллінська церква — недіючий православний храм та пам'ятка архітектури національного значення у Коропі.

## Історія
Постановою Кабінету Міністрів УРСР від 24.08.1963 № 970 «Про впорядкування справи обліку та охорони пам'яток архітектури на території Української РСР» надано статус «пам'ятник архітектурі національного значення» з охоронним № 840.
Не встановлено інформаційну дошку.

## Опис
Іллінська церква — одна з небагатьох культових споруд Чернігівщини, об'єднаних із будинком громадського призначення.
Церква збудована у XVIII столітті. При храмі працювали парафіяльна школа та шпиталь.
Кам'яна, безтовпна, одноапсидна, двоповерхова церква. З південного боку повідомляється з двоповерховим прямокутним корпусом у плані з двома бічними ризалітами з боку південного фасаду.
Неодноразово перебудовувалась, зокрема стала двоповерховою церквою. У період 1750-1760-і роки була надбудована дзвіниця — восьмерик на четверику, не збереглася. Храм сильно постраждав під час Другої світової війни. Не реставрований.

## Галерея

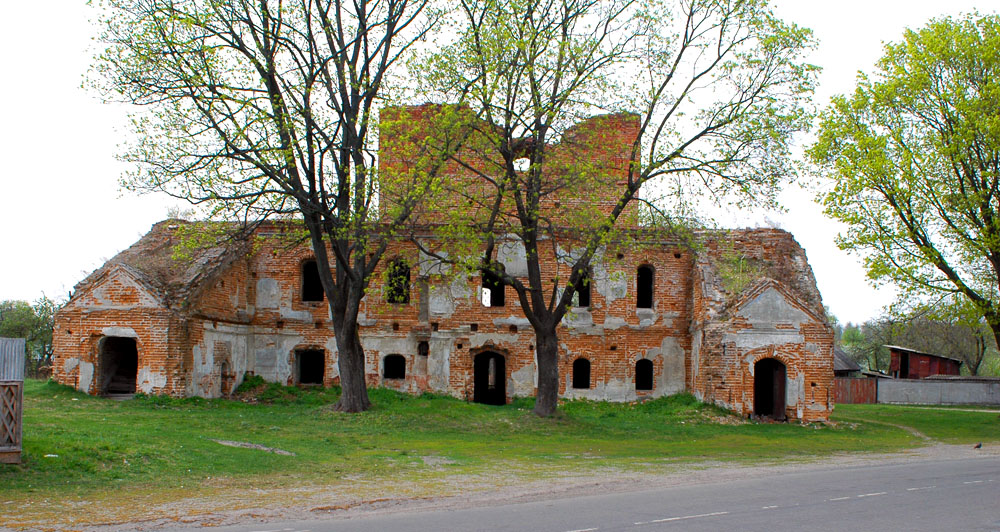
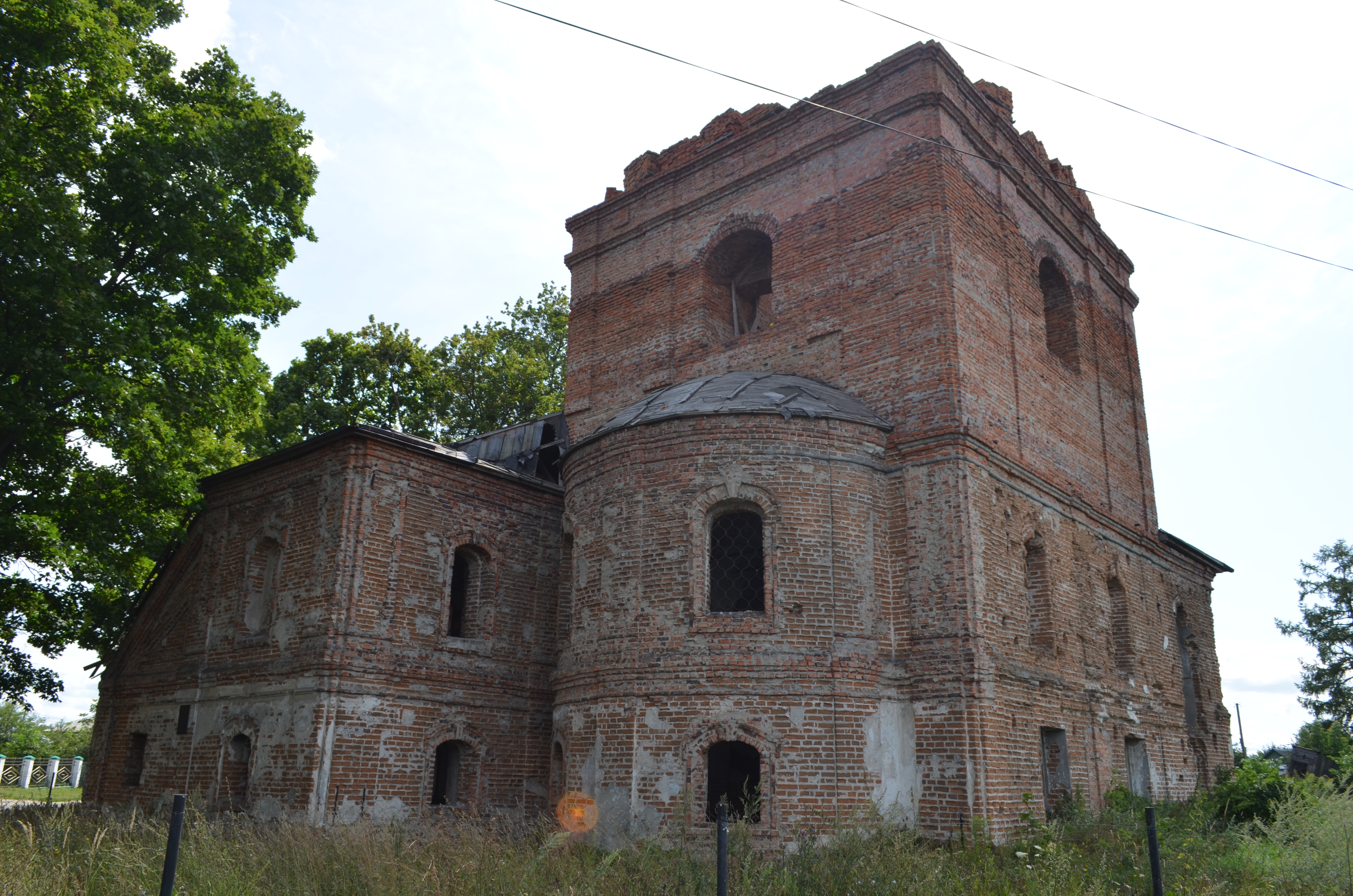
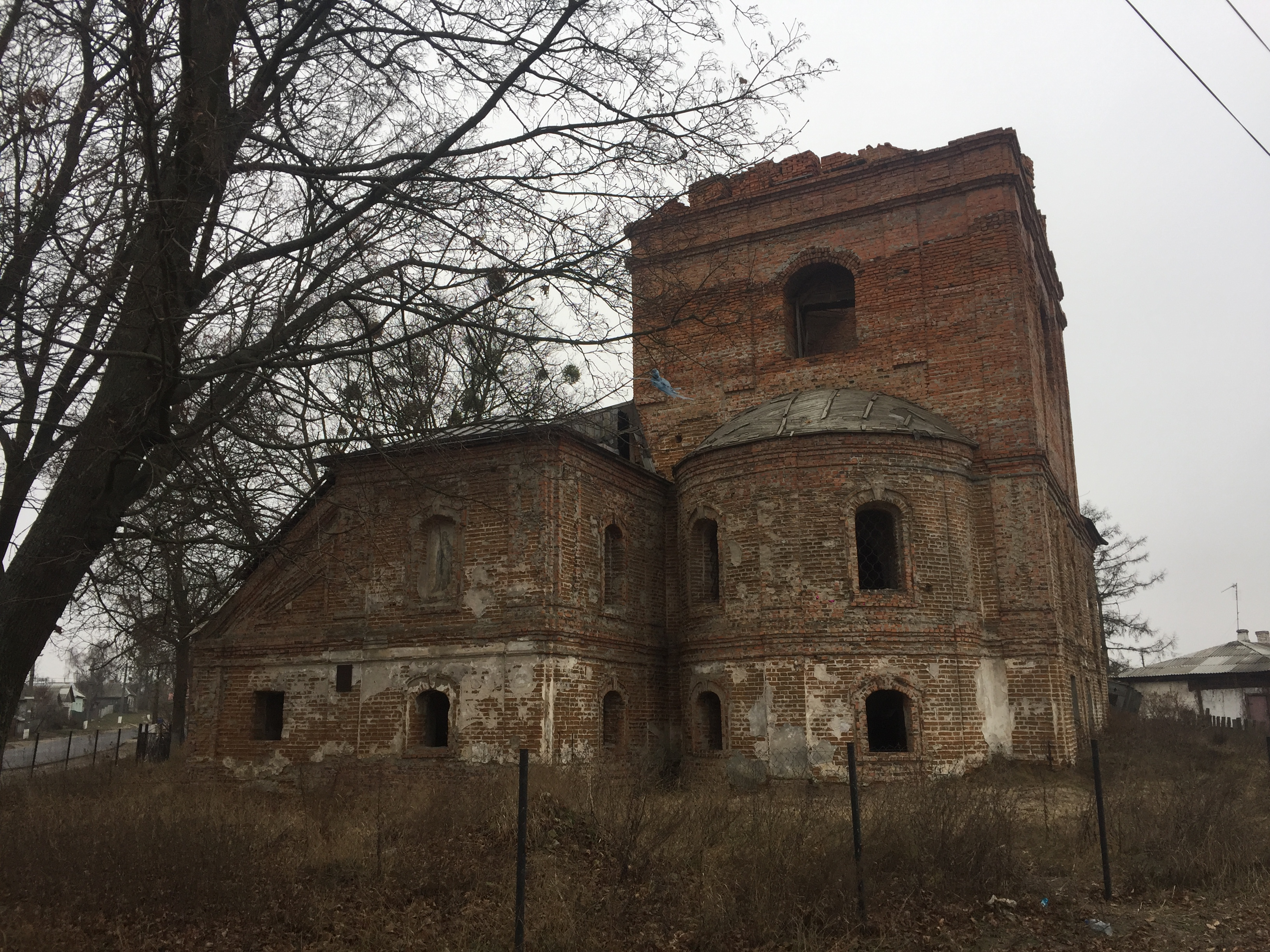
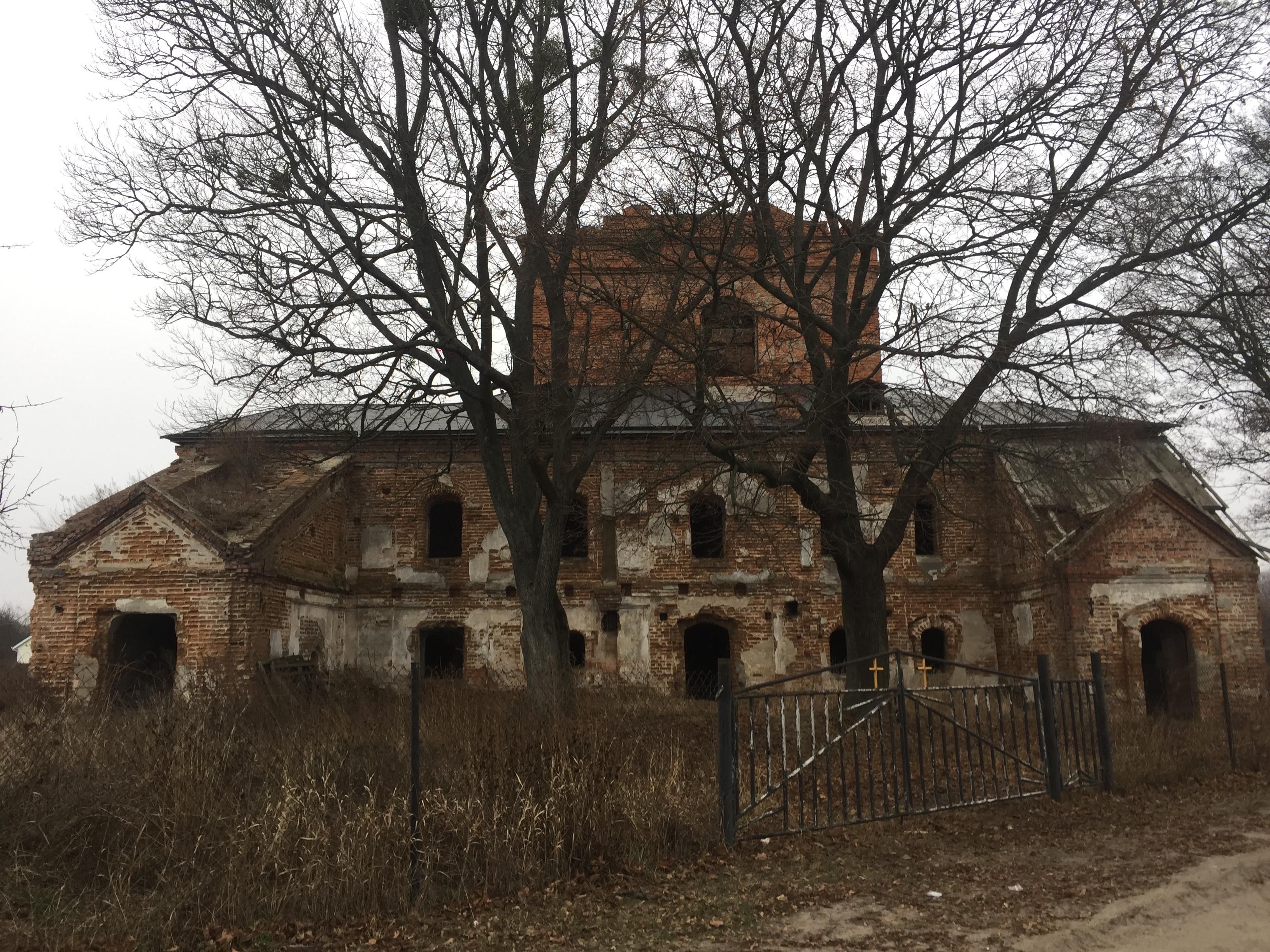
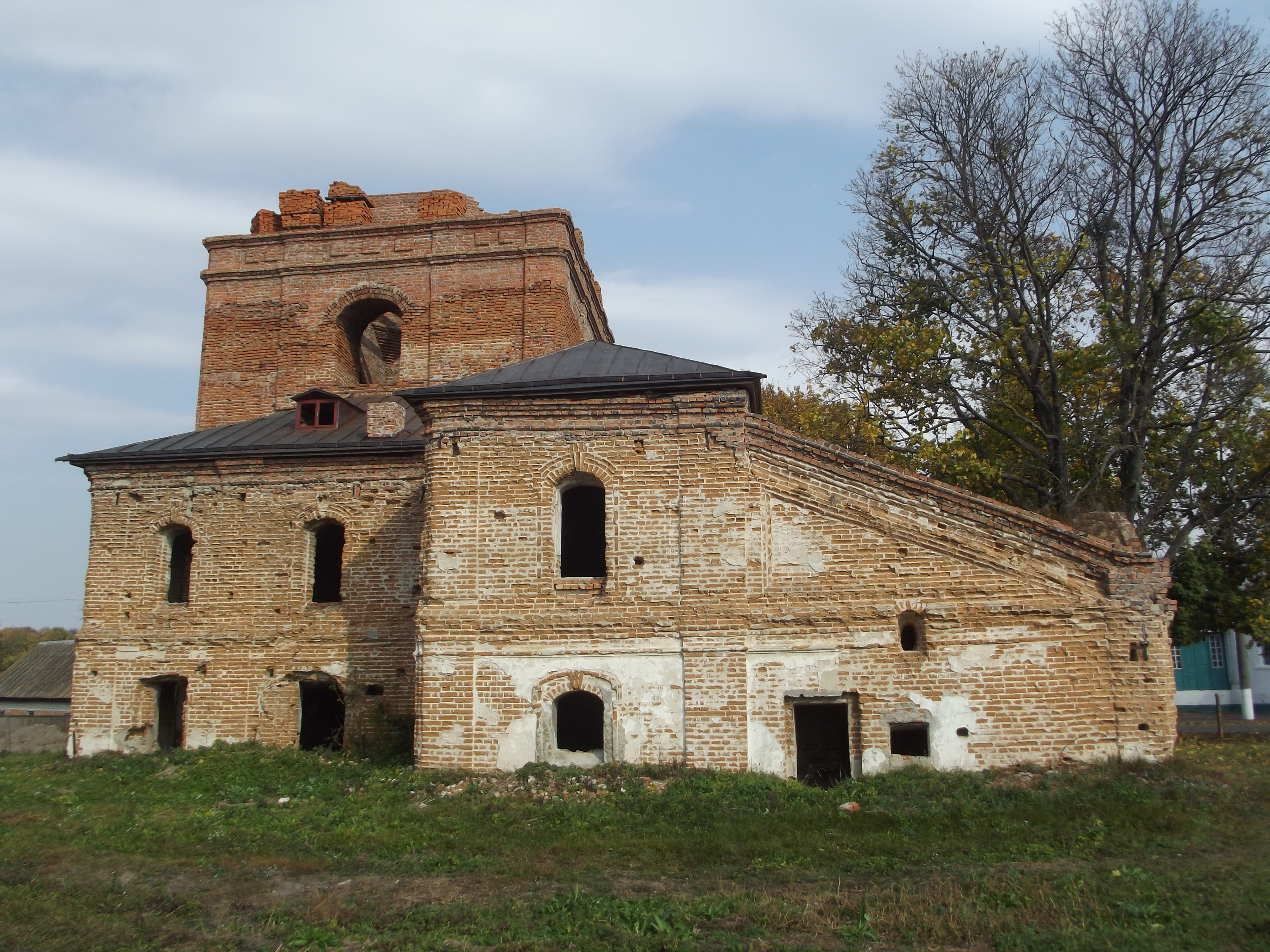
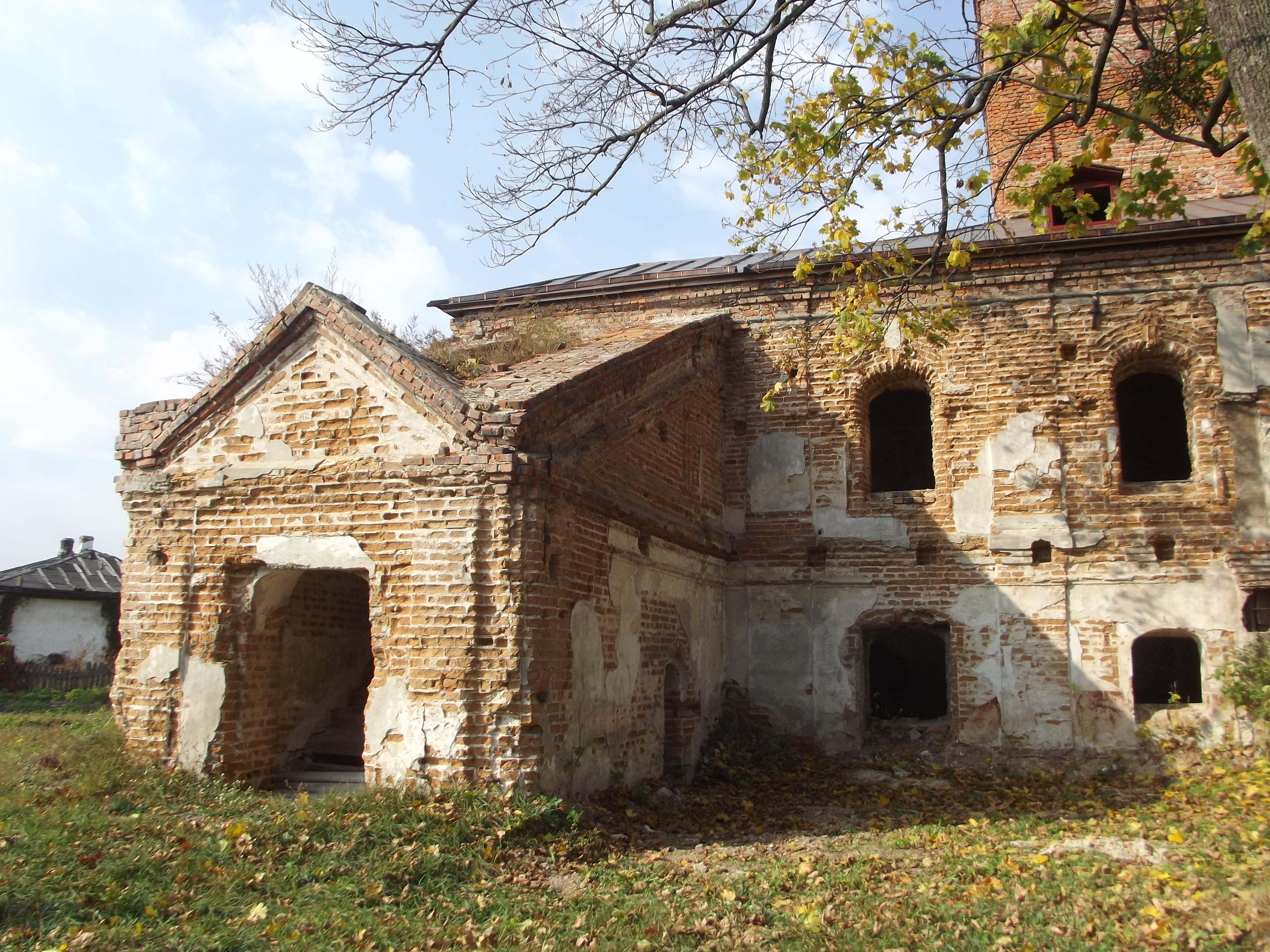
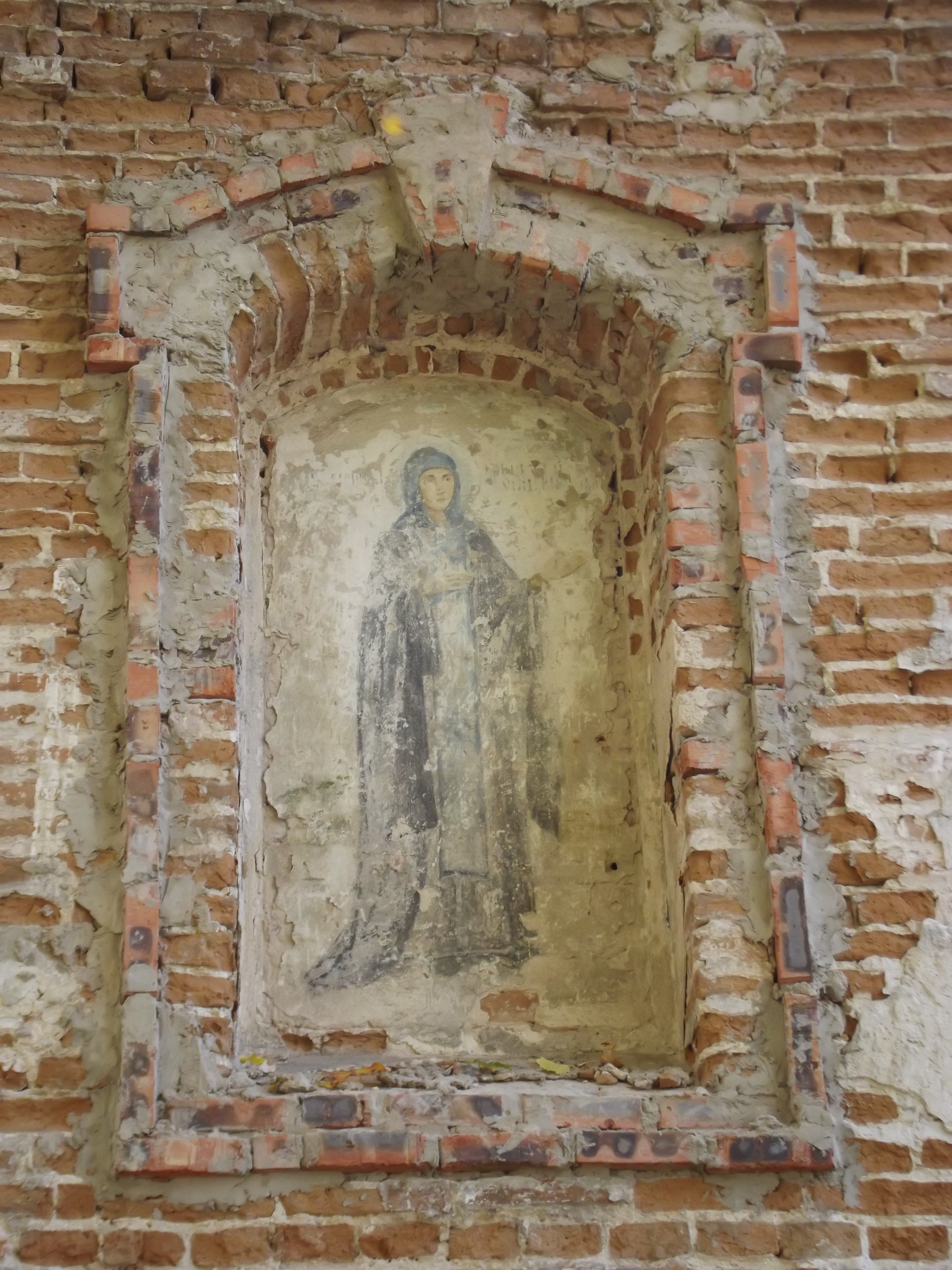